# 中央灣
中央湾（拉丁語：Sinus Medii）是位于月球赤道和本初子午线交点处的一个小型月海。从地球看来，它位于月球正面的中央，因此而得名。该地区是月球上距离地球最近的点，从这里看地球总是位于头顶（由于天秤动可能稍有偏差）。其月面坐标为1°36′N 1°00′E / 1.6°N 1.0°E，直径为287公里。

## 地质
中央湾的西部是岛海，北部是汽海，东部则是一片显著的月谷区域。中央湾的东北部横跨许癸努斯月溪，而许癸努斯环形山正好把这条月溪拦腰截断。东部更远的地方是220公里长的阿里亚代乌斯月溪，再往东部去，就是静海了。以奥地利天文学家“特里斯纳凯尔”(Triesnecker)名字命名的"特里斯纳凯尔月溪"在本初子午线上穿过，其西边则是特里斯纳凯尔陨石坑。
中央湾的北部边界由一个多山区域组成，麦奇生环形山和帕拉斯陨石坑是其中较突出的特征。中央湾中接近北部边界的地方坐落着克拉德尼陨石坑。
中央湾的南部和东南边缘坐落着另一高地区域，数个被覆盖的陨石坑沿其周边分布：靠近西部边缘的是弗拉马利翁环形山、接下来是奥波尔策陨石坑和列奥米尔陨石坑，泽利格陨坑则在更东边。弗拉马利翁月溪和奥波尔策月溪沿它们相应的环形山附近边界延伸。此外，雷蒂库斯陨石坑位于东南边缘并穿过并平分本初子午线。

中央湾内的西半部有二个小陨石坑：布鲁斯环形山和布莱格环形山。布鲁斯环形山西南偏西月表曾是美国宇航局勘测者4号和勘测者6号任务着陆点。而靠近最西端的则是施勒特尔陨石坑和索莫林环形山。

## 名称

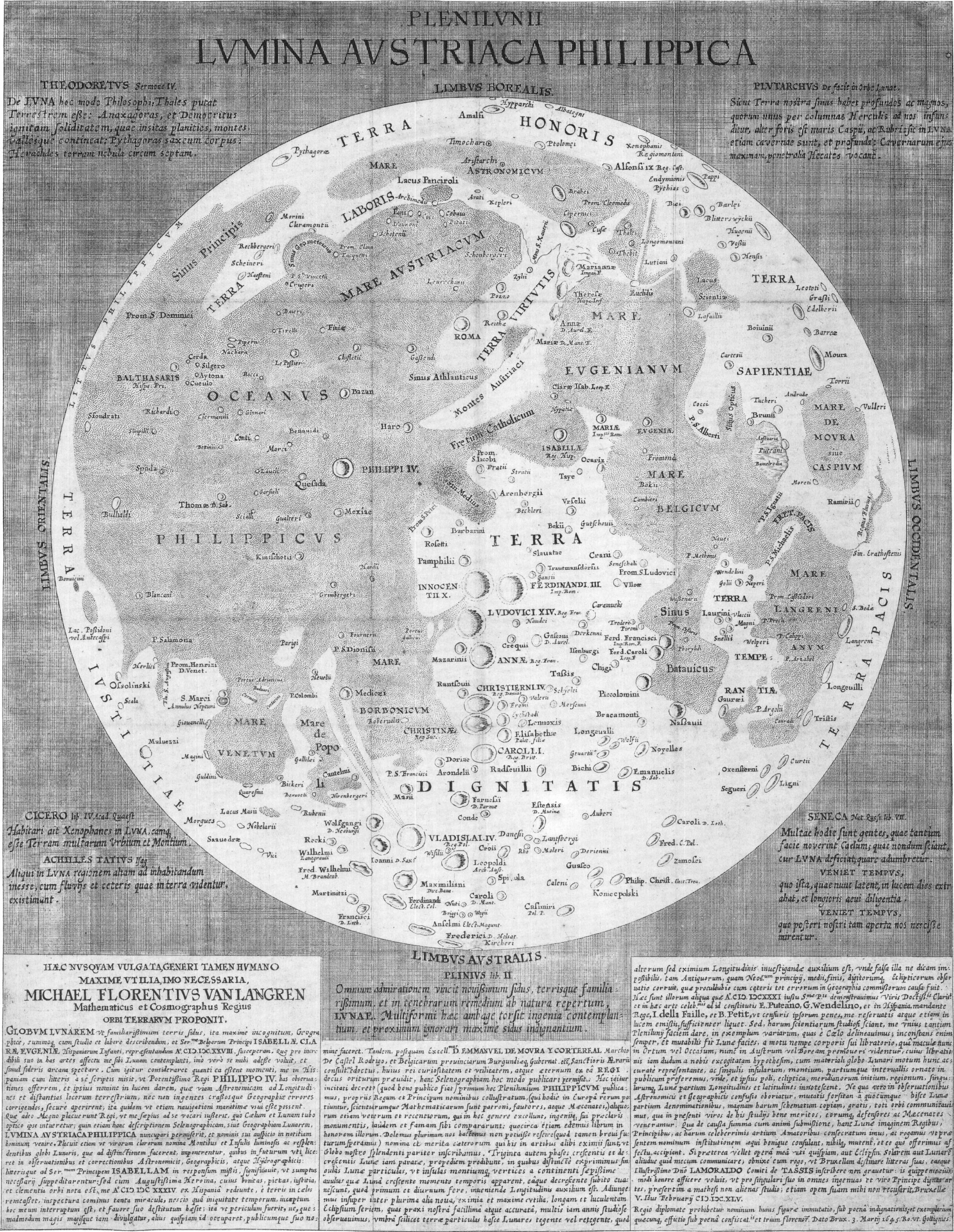
米迦勒·范·郞伦的月面图(1645)，上面首次出现了“中央湾”的名称。

英国天文学家威廉·吉尔伯特是首位给该月表区命名的人，他称之为“中月岛”(Insula Medilunaria)；现代名称的想法起源于"米迦勒·范·郞伦"(Michael Van Langren)，在1645年他发表的月面图中将其标注为"中央湾"；1647年约翰·赫维留在他的月面图中称该特征为"亚得利亚海"(Mare Adriaticum)；而乔瓦尼·巴蒂斯塔·里乔利1651年发表的月面图中称之为“浪湾”(炎日之湾).

## 勘探。
勘测者4号和勘测者6号降落在中央湾内布鲁斯环形山的西南偏西处。

## 参引资料
1. ↑  欧文·A·惠特克,《月球测绘和命名》(剑桥大学出版社,1999年), 第15页
2. ↑  欧文·A·惠特克,《月球测绘和命名》(剑桥大学出版社,1999年), 第41、200页
3. ↑  欧文·A·惠特克,《月球测绘和命名》(剑桥大学出版社),1999年, 第53、201页
4. ↑  约翰·赫维留. . 格但斯克: Hünefeld. 1647: 226–227, 234  [2016-02-08]. doi:10.3931/e-rara-238. （原始内容存档于2018-06-30）. (第228页名称列表 （页面存档备份，存于）)
5. ↑  欧文·A·惠特克,《月球测绘和命名》(剑桥大学出版社),1999年, 第61、216、217页
6. ↑  乔瓦尼·里乔利绘制的月面图(1651年)